# Dillinger Straße 1 (Günzburg)

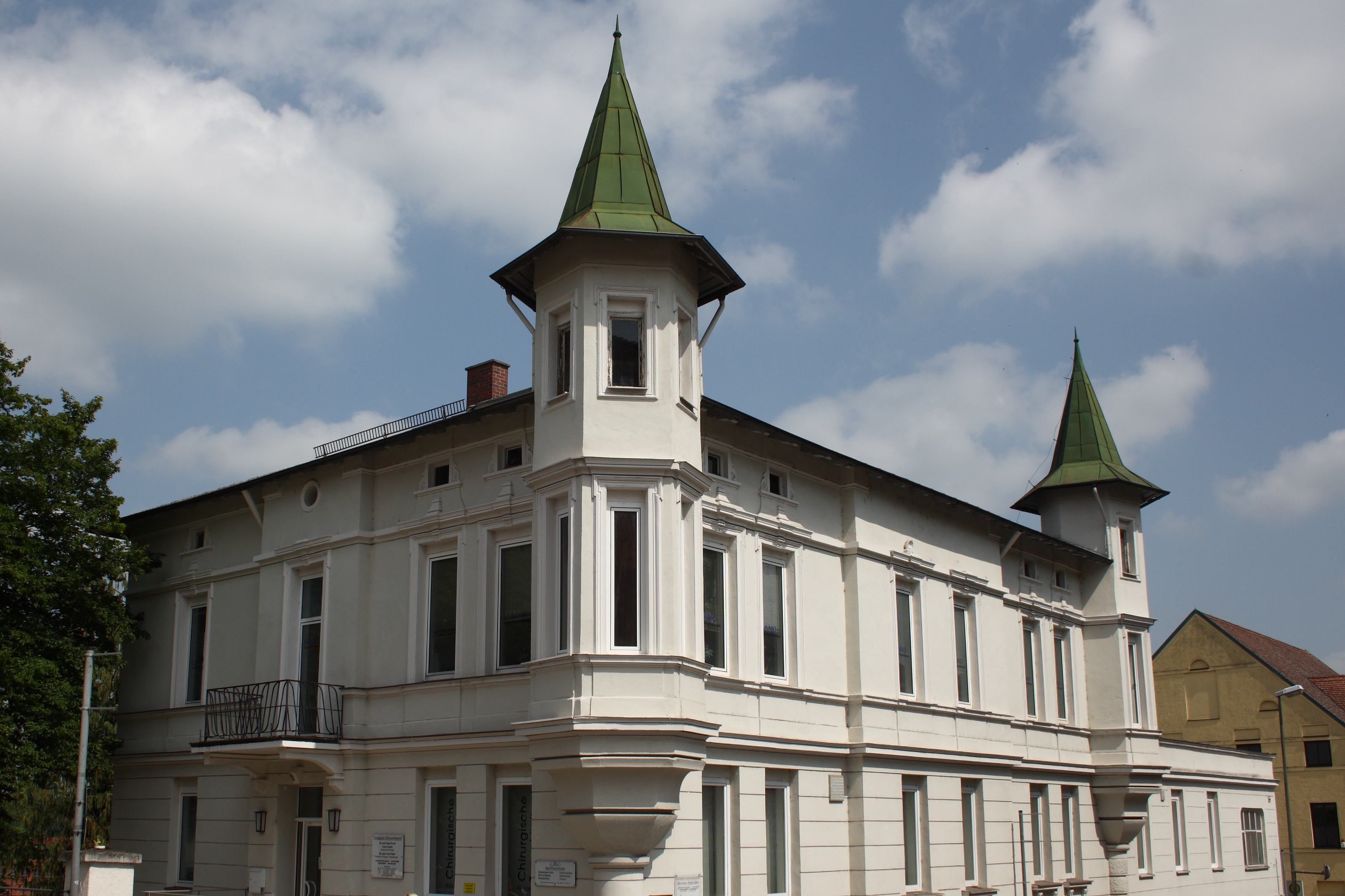
Haus Dillinger Straße 1 in Günzburg

Das Gebäude Dillinger Straße 1 in Günzburg, einer Stadt im schwäbischen Landkreis Günzburg, wurde 1878 errichtet. Das Haus ist ein geschütztes Baudenkmal.

## Geschichte
Die Dillinger Straße wurde ab 1776 als Post- und Landstraße nach Gundelfingen und Dillingen angelegt. Vor dem Bau des stattlichen Wohnhauses im Jahre 1878 befand sich hier der Brauereikeller der Dreikönigswirtschaft am Marktplatz. Der Brauereibesitzer Joseph Hänle ließ das Wohnhaus errichten. Nachdem 1911 der Arzt und Chirurg Dr. Schlaegel das Gebäude gekauft hatte, richtete er darin eine chirurgische Privatklinik ein. Während des Ersten Weltkriegs wurde die Klinik als Reservelazarett genutzt und ein östlicher Anbau an der Straßenseite hinzugefügt. Im Jahr 1927 erfolgte eine fünfgeschossige Erweiterung an der Gartenseite. 1976 wurde die Klinik geschlossen, heute befinden sich mehrere Arztpraxen in dem Gebäude.

## Beschreibung

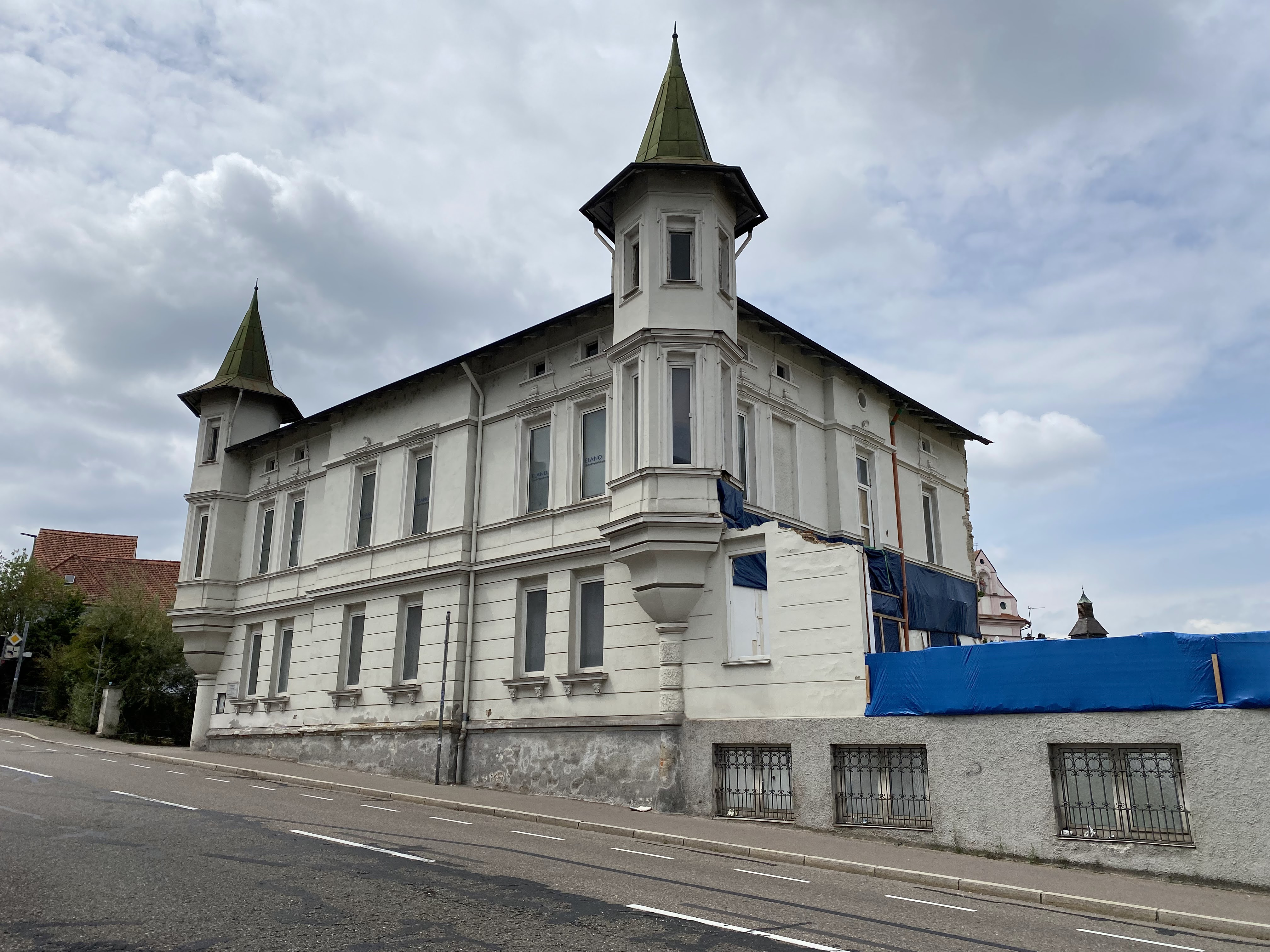

Der ursprüngliche Bau bestand aus einer zweigeschossigen Villa mit vier zu sechs Fensterachsen. An der Straßenseite befinden sich zwei Erkertürmchen und an der Westseite, der Eingangsfront, ein Mittelrisalit. Das Erdgeschoss mit Hochparterre, mit Streifenrustika über einem Rauputzsockel ausgeführt, ist durch ein Geschossgesims abgeschlossen. Unter den Fenstern sind Sohlbänke auf je zwei Konsolen angebracht. Die hochrechteckigen Fenster des Obergeschosses sind durch geohrte Faschen gefasst. Darüber befindet sich ein Kniestock mit niedrigen, querrechteckigen Fenstern. Die beiden sechseckigen Erkertürmchen sitzen auf eingezogenen gestuften Konsolen, die in eine Rundstütze übergehen. Die beiden Türme ragen über die Dachtraufe und werden von Spitzhelmen mit Knauf bekrönt. Am Risalit sitzt über der Tür ein Balkon auf Konsolträgern. Das blechgedeckte, flache Walmdach besitzt einen Dachüberstand auf geschweiften Balkenköpfen. Im Inneren ist das Gebäude stark modernisiert.